# ケヴィン・レイノルズ (映画監督)
ケヴィン・レイノルズ（Kevin Reynolds, 1952年1月17日 - ）はアメリカ合衆国の映画監督・脚本家。テキサス州サンアントニオ生まれ。

## 人物
父親は ベイラー大学の元校長（総長?）のハーバート・レイノルズ。自身もベイラー大学をTelecommunicationsを取得して卒業。その後ベイラー大学のロー・スクールに行き、Texas bar examに合格する。1970年代はテキサス州オースティンで活動し、USC School of Cinema-Televisionに入ることにした。

## フィルモグラフィ
- 若き勇者たち Red Dawn (1984) 脚本
- ファンダンゴ Fandango (1985) 監督・脚本
- レッド・アフガン The Beast (1988) 監督
- ロビン・フッド Robin Hood: Prince of Thieves (1991) 監督
- モアイの謎 Rapa Nui (1994) 監督
- ウォーターワールド Waterworld (1995) 監督
- １８７（ワンエイトセブン） One Eight Seven (1997) 監督
- モンテ・クリスト伯 The Count of Monte Cristo (2002) 監督
- トリスタンとイゾルデ Tristan & Isolde (2006) 監督
- 復活 Risen (2016) 監督・脚本